# Station Harlow Town
Harlow Town is een spoorwegstation van National Rail in Harlow in Engeland. Het station is eigendom van Network Rail en wordt beheerd door Greater Anglia. Het station is geopend in 1842. Het station is Grade II listed